# 熱砂の秘密
『熱砂の秘密』（ねっさのひみつ、Five Graves to Cairo）は、1943年のアメリカ合衆国の戦争映画。監督はビリー・ワイルダー、出演はフランチョット・トーンとアン・バクスターなど。原作はラホス・ビロの戯曲『帝国ホテル』。

## キャスト
| 役名                 | 俳優                             | 日本語吹替 |
| -------------------- | -------------------------------- | ---------- |
| ブランブル伍長       | フランチョット・トーン           | 家弓家正   |
| ロンメル将軍         | エリッヒ・フォン・シュトロハイム | 島宇志夫   |
| シュヴェグラー中尉   | ペーター・ヴァン・アイク         | 田中信夫   |
| ムーシュ             | アン・バクスター                 | 沢田敏子   |
| ファリド             | エイキム・タミロフ               |            |
| セバスティアーノ将軍 | フォーチュニオ・ボナノヴァ       |            |

## 作品の評価

### 映画批評家によるレビュー
Rotten Tomatoesによれば、16件の評論の全てが高評価で、平均点は10点満点中7.6点となっている。

### 受賞歴
第16回アカデミー賞
- ノミネート：撮影賞(白黒)、室内装置賞、編集賞